# Права ЛГБТ в Чили

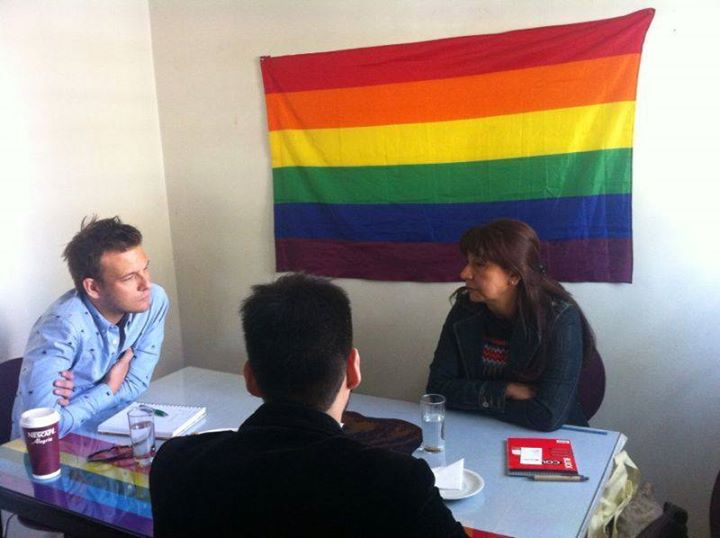
Офис по правам ЛГБТ в Чили.

Гражданские права лесбиянок, геев, бисексуалов и транссексуалов (ЛГБТ) в Чили за последние годы значительно улучшились, хотя ЛГБТ-люди все еще сталкиваются с некоторыми юридическими и социальными препятствиями, с которыми не сталкиваются чилийцы, не принадлежащие к ЛГБТ. В Чили разрешены однополые сексуальные отношения как мужчин, так и женщин. С 2012 года закон запрещает любую дискриминацию и преступления на почве ненависти по признаку сексуальной ориентации и гендерной идентичности. С тех пор чилийские вооруженные силы позволяют открыто служить геям, лесбиянкам, бисексуалам и трансгендерам. ЛГБТ-людям разрешено сдавать кровь без ограничений с 2013 года.
С 22 октября 2015 года однополые пары и домохозяйства, возглавляемые однополыми парами, пользуются той же правовой защитой, что и разнополые супружеские пары в рамках гражданского союза, за исключением прав усыновления и статуса брака.
С 1974 года изменение пола стало возможным в стране через судебное решение. Закон о гендерной идентичности, действующий с 2019 года, признает право на самоопределение гендерной идентичности, позволяя лицам старше 14 лет изменять свое имя и пол в документах без каких-либо запретительных требований.
Согласно нескольким опросам, большинство чилийского общества поддерживает признание прав ЛГБТ.
В декабре 2021 года на президентских выборах одержал победу левый политик и союзник ЛГБТ-сообщества Габриэль Борич, став самым молодым президентом Чили за всю историю страны в возрасте 35 лет.

## Закон об однополых сексуальных отношениях
Некоммерческие однополые сексуальные отношения между взрослыми по обоюдному согласию являются законными в Чили с 1999 года, но либерализация уголовного кодекса привела к установлению неравного возраста согласия и не изменила расплывчатые законы о непристойности, которые использовались для преследования ЛГБТ в Чили.
В Чили возраст, при котором нет ограничений на половую жизнь, составляет 18 лет, а минимальный возраст согласия — 14 лет. Ограничения существуют между 14 и 18 годами (статья 362 Уголовного кодекса Чили). Даже если это четко не указано в статье 362, позже, в статье 365, гомосексуальная деятельность объявляется незаконной с кем-либо моложе 18 лет.
В Уголовном кодексе Чили также существует юридическое лицо, называемое эступро. Эта цифра устанавливает некоторые ограничения на половые контакты с подростками старше 14 и младше 18 лет. Закон об эступро (статья 363) определяет четыре ситуации, в которых секс с такими детьми может быть объявлен незаконным, даже если несовершеннолетний дал согласие на отношения (секс без согласия с кем-либо старше 14 лет подпадает под действие закона об изнасиловании, статья 361; тогда как любой сексуальный контакт с кем-либо моложе 14 лет подпадает под действие статутного законодательства об изнасиловании, статья 362.):
- Когда кто-то пользуется умственной аномалией или расстройством ребенка, даже если оно временное;
- Когда кто-то пользуется зависимостью или подчиненными отношениями ребенка, например, в случаях, когда агрессор отвечает за опеку, образование или уход за ребенком, или когда существуют трудовые отношения с ребенком;
- Когда кто-то использует в своих интересах детей, оставшихся без попечения родителей;
- Когда кто-то пользуется сексуальным невежеством или неопытностью ребенка.

Половые акты, регулируемые статьями 361 (изнасилование), 362 (установленное законом изнасилование), 363 (эступро) и 365 (гомосексуальный секс), определяются как «плотский доступ», что означает оральный, анальный или вагинальный половой акт. Другие статьи уголовного кодекса регулируют другие сексуальные взаимодействия (статьи 365 bis, 366, 366 bis, 366 ter, 366 quarter). Статья 365 bis определяет «введение предметов» в задний проход, влагалище или рот. В статье 366 bis «половой акт» определяется как любой соответствующий акт сексуального характера, совершенный путем физического контакта с жертвой или затрагивающий гениталии, анус или рот жертвы, даже если физический контакт не имел места.
Статья 369 гласит, что обвинения, связанные с этими правонарушениями (статьи 361—365), могут быть предъявлены только после подачи жалобы несовершеннолетним или его родителем, опекуном или законным представителем. Тем не менее, если потерпевшая сторона не может свободно подать жалобу и не имеет законного представителя, родителя или опекуна, или если законный представитель, родитель или опекун причастен к преступлению, прокуратура может действовать самостоятельно.

### История
В 1810 году возраст согласия на половой акт с противоположным полом составлял 12 лет.
В 1999 году возраст согласия был установлен на уровне 14 лет как для девочек, так и для мальчиков в отношении гетеросексуального секса.
Гомосексуальные отношения были декриминализованы в 1999 году, когда возраст согласия составил 18 лет для гомосексуального полового акта.
В 2011 году Конституционный суд Чили подтвердил, что возраст согласия составляет 14 лет для гетеросексуальных половых актов (как для девочек, так и для мальчиков), а также для лесбийских отношений (женщина-девушка), но он составляет 18 лет для гомосексуальных половых актов между мужчинами.
В августе 2018 года Конституционный суд снова отклонил неконституционность статьи 365 Уголовного кодекса 5 голосами против 5, подтвердив во второй раз в своей истории, что возраст согласия для геев составляет 18 лет, а для гетеросексуалов и лесбиянок — 14 лет.
В июле 2019 года Палата депутатов единогласно одобрила законопроект об отмене статьи 365, согласно которой в случае принятия он устанавливает единый возраст согласия на уровне 14 лет, независимо от пола или сексуальной ориентации. В настоящее время законопроект обсуждается в Сенате.
7 декабря 2021 года Палата депутатов одобрила законопроект о легализации однополых браков по всей стране.

## Признание однополых отношений
В марте 2015 года Министерство иностранных дел выпустило циркуляр, в котором признаются однополые гражданские союзы и равные браки, заключаемые за границей по вопросам проживания. Чили признала гражданские союзы с 22 октября 2015 года.

### Гражданские союзы
Законы Чили о гражданских союзах позволяют однополым и разнополым сожительствующим парам совместно владеть имуществом и принимать медицинские решения, а также требовать пенсионных пособий и наследовать имущество в случае смерти их гражданского партнера. Получение опеки над ребенком партнера в случае необходимости также упрощается законом. Новый закон признает браки, заключенные за границей, гражданскими союзами и рассматривает пары и их детей как семью.
В августе 2011 года президент Себастьян Пиньера внес в Конгресс законопроект, разрешающий зарегистрированное сожительство. После четырех лет дебатов и улучшения пунктов положений, добавленных во время администрации Мишель Бачелет, законопроект был принят обеими палатами 28 января 2015 года. 13 апреля 2015 года закон был подписан президентом Бачелет и был опубликован в «Официальном вестнике» 21 апреля 2015 года. Он вступил в силу 22 октября 2015 года.
1 декабря 2016 года Палата депутатов единогласно одобрила (за исключением 6 воздержавшихся) законопроект о предоставлении парам, вступающим в гражданский союз, пяти выходных дней, как и супружеским парам. Законопроект был одобрен Сенатом в октябре 2017 года единогласным голосованием 15:0. Он вступил в силу 8 ноября 2017 года.

### Законопроект об однополых браках
28 августа 2017 года президент Мишель Бачелет представила законопроект о равенстве в браке, выполняя предвыборное обещание и в рамках дружественного соглашения, подписанного в июне 2016 года государством Чили с Движением за гомосексуальную интеграцию и освобождение (Movilh) в контексте иска, поданного в Межамериканскую комиссию по правам человека (CIDH), касающегося невозможности заключить гражданский брак тремя однополыми парами в Чили.
Законопроект внесет поправки в определение брака в статье 102 Гражданского кодекса, заменив фразу, определяющую его как союз «между мужчиной и женщиной», на «союз между двумя людьми». Кроме того, эта мера предусматривает право на совместное усыновление и отцовство (автоматическое признание отцовства) для однополых пар.
Законопроект застопорился в Национальном конгрессе Чили, и в июне 2021 года президент Чили Себастьян Пиньера заявил, что попытается ускорить принятие законопроекта, заявив: «Я думаю, что время для равноправного брака в нашей стране пришло».
21 июля Сенат Чили проголосовал за законопроект, разрешающий полноценные однополые браки. Две трети сенаторов сказали «да» брачному равноправию.
В марте 2022 года Хавьер Сильва и Хайме Назар стали первой парой в Чили, официально заключившей однополый брак.

## Усыновление, воспитание детей и планирование семьи
Согласно чилийскому законодательству, одиноким людям разрешается усыновление независимо от их сексуальной ориентации. Однополым парам разрешается подавать заявление об усыновлении. Если заявители будут признаны подходящими для усыновления, по закону только один из них будет законным родителем ребенка. Для однополых пар, состоящих или нет в гражданском союзе, которые вместе воспитывают ребенка, в случае смерти законного родителя (из-за рождения или усыновления) оставшемуся в живых родителю будет легче получить опеку над ребенком партнера. В Чили семьи или отдельные лица, заинтересованные в усыновлении, должны подать заявление и получить разрешение от Sename (Национальная служба по делам несовершеннолетних), которая ведет реестр детей, ждущих усыновления. Окончательное разрешение дается Судом по семейным делам. Согласно исследованиям, проведенным Movilh, 10 процентов однополых пар заявляют о наличии детей в Чили. В 86 % случаев матери-лесбиянки берут на себя опеку над своими детьми, и только в 33 % случаев, когда речь идет о родителях-геях.
В 2020 году Конгресс Чили обсуждал «Законопроект о комплексной реформе системы усыновления в Чили», который разрешит усыновление однополыми парами.
8 мая 2019 года Палата депутатов приняла закон 104 голосами за, 35 против и 4 воздержавшихся, разрешая совместное усыновление и усыновление приемными родителями однополыми парами, в браке, гражданском союзе или нет, а также запрещая дискриминацию по признаку пола. о сексуальной ориентации и гендерной идентичности в процессе усыновления. Были отклонены две поправки, представленные правительством, которые в любом случае имели целью установить привилегию противоположного пола пары «отец и мать» по сравнению с однополыми парами, но была успешно внесена еще одна «дискриминационная» поправка, в которой говорилось, что «Если ребенок или подросток выражает свое желание иметь отца и мать, судья должен рассмотреть это в первую очередь». Теперь законопроект ожидает рассмотрения в Сенате.

### Признание родства
В Чили родство определяется по рождению, поэтому однополые пары могут не признавать ребенка в свидетельстве о рождении. Тем не менее, 5 июля 2017 года Седьмой гражданский суд Сантьяго обязал регистрацию актов гражданского состояния зарегистрировать двух детей как сыновей двух мужчин. Чилийско-американская пара усыновила обоих детей в 2014 году в Коннектикуте, США. Решение было одобрено в июле 2019 года Апелляционным судом Сантьяго. Наконец, 26 июня 2020 года в регистре актов гражданского состояния обоих родителей были зарегистрированы свидетельства о рождении обоих детей.
8 июня 2020 года Второй суд по семейным делам Сантьяго обязал Службу записи актов гражданского состояния зарегистрировать ребенка в свидетельстве о рождении как сына двух женщин. Пара прошла процедуру вспомогательной репродукции, чтобы родить ребенка. Ранее, в марте 2015 года, мать-лесбиянка подала в суд по семейным делам добровольное ходатайство о признании ее дочери дочерью своего партнера. В ноябре 2015 года Верховный суд вынес решение против двух матерей тремя голосами против двух.
В апреле 2016 года в Сенат был внесен законопроект об установлении родства детей из однополых семей. В случае принятия законопроект предложит три способа юридического признания принадлежности однополых родителей к своим детям. 1 июля 2020 года законопроект был одобрен в первом чтении в Сенате 27 голосами, 13 против и 1 воздержался, и теперь он будет передан Специальной комиссии по делам детей и подростков.
Законопроект о равенстве в браке, внесенный в августе 2017 года президентом Бачелет, разрешит совместное усыновление для состоящих в браке однополых пар и установление родства (автоматическое отцовство) как для женатых, так и не состоящих в браке однополых пар. В сентябре 2017 года десять депутатов внесли законопроект, разрешающий усыновление однополыми парами в рамках гражданского союза.

### Планирование семьи
Нет никаких законов, которые гарантируют или защищают право на доступ к вспомогательным репродуктивным технологиям. Лесбийские пары могут получить доступ к лечению ЭКО, хотя у них нет медицинской страховки, так как у них нет патологии бесплодия.
В настоящее время в Чили нет специального законодательства о суррогатном материнстве. В январе 2018 года в Конгресс был внесен законопроект, разрешающий альтруистическое суррогатное материнство для однополых пар и запрещающий коммерческое суррогатное материнство для всех пар.

### «У Николаса два папы»
В 2014 году вышла детская книга для однополых семей. В настоящее время книга распространяется среди дошкольников государственных детских садов Чили. Несмотря на поддержку чилийского правительства, «У Николаса два папы» не является обязательным материалом для чтения для детских садов по всей стране.
«У Николаса два папы», написанная Movilh, рассказывает историю Николаса, маленького мальчика, который живет со своими двумя отцами. От ночевок и поездок на стадион до встреч со своей биологической матерью и объяснения одноклассникам, почему у него два отца, Николас ведет читателей через свою повседневную жизнь.
Книга спонсируется Национальным советом детских садов (Дзюндзи), Ассоциацией педагогов для детей младшего возраста, Национальным управлением библиотек, архивов и музеев, а также факультетами психологии, раннего детства и базового образования Чилийского университета.

## Защита от дискриминации
В Чили существуют различные законы, постановления и государственная политика, защищающие ЛГБТ от дискриминации. Однако, согласно ежегодным отчетам Movilh о правах человека и сексуальном разнообразии, каждый год регистрируется больше случаев, поскольку геи, лесбиянки, бисексуалы и трансгендеры имеют больше возможностей бороться за свои права и осуждать дискриминационные акты.
Статья 373 Уголовного кодекса, основанная на «нарушении морали и добрых обычаев», на протяжении многих лет была единственным правовым стандартом, который использовал полицию для преследования гомосексуалистов, даже за такое поведение, как публичное держание за руки. В 2010 году законопроект об отмене статьи был отклонен Комитетом по Конституции, праву и правосудию Палаты депутатов. Тем не менее, в XIV версии Ежегодного отчета о правах человека и сексуальном разнообразии в Чили за 2015 год в одной из глав подчеркивается, что «впервые за семь лет никаких злоупотреблений со стороны полиции не было против лесбиянок, геев, бисексуалов или трансгендеров. Это отмечается положительной ситуацией, на которую повлияла работа отдела прав человека Carabineros, который быстро реагировал на любое подозрительное разоблачение гомофобии и трансфобии и продвигал среди официальных лиц различные обучающие лекции.

### Закон о борьбе с дискриминацией
Закон, действующий с 2012 года, предусматривает наказание за акты дискриминации по признаку сексуальной ориентации и гендерной идентичности, а с 2018 года — за гендерное выражение. Он позволяет гражданам подавать иски против дискриминации и требует от государства разработки государственной политики по прекращению дискриминации. Он описывает как незаконную дискриминацию „любое необоснованное различие, исключение или ограничение, совершаемое представителями государства или отдельными лицами и которое вызывает лишение, беспокойство или угрозу законному осуществлению основных прав“. известный как закон Замудио, в честь Даниэля Замудио.

### Товары и услуги
В Чили отношения между поставщиками товаров или услуг и потребителями регулируются Законом № 19 496 о защите прав потребителей. Статья 3 гласит, что это основные права потребителя, в том числе право на недискриминацию. Закон о борьбе с дискриминацией, принятый в 2012 году, дает определение дискриминации и включает защиту от нее по признаку сексуальной ориентации, гендерной идентичности и гендерного самовыражения.
В декабре 2012 года в первом постановлении по закону о борьбе с дискриминацией судья приказал мотелю выплатить штраф лесбийской паре за отказ во въезде и запретил въезд в другое время. Третий гражданский суд Сантьяго категорически заявил, что отказ в предоставлении услуг или продуктов на основании сексуальной ориентации или гендерной идентичности является незаконным.

### Трудоустройство
С 2016 года Трудовой кодекс прямо запрещает дискриминацию по признаку сексуальной ориентации и гендерной идентичности. Закон о трудоустройстве, принятый в мае 2017 года, который также вносит поправки в Закон об административном статуте, запрещает любой акт произвольной дискриминации, приводящий к исключениям или ограничениям, по признаку сексуальной ориентации и гендерной идентичности.
В 2004 году власти объявили, что правила недискриминации, гарантированные трудовым законодательством, также применяются к сексуальным меньшинствам. В 2007 году Министерство труда сделало возможным, благодаря внедрению новой политики, сообщать о дискриминации по признаку сексуальной ориентации или гендерной идентичности. Изменение произошло из-за петиции Movilh и произошло в результате события 2007 года, когда сотрудник представил первый отчет такого рода в правительственной инстанции. В июне 2014 года Министерство труда официально обновило „Принципы, касающиеся права на недискриминацию“, изложенные в Трудовом кодексе, в соответствии с последствиями закона о борьбе с дискриминацией, который включает сексуальную ориентацию и гендерную идентичность в качестве защищенных классов.
В декабре 2015 года суд обязал муниципалитет Тальки выплатить компенсацию трем бывшим сотрудникам, уволенным из-за их сексуальной ориентации. Судебное решение также требует, чтобы мэр Хуан Кастро Прието и другие должностные лица прошли подготовку в области прав человека.

### В школах
Общий закон об образовании (LGE), принятый в 2009 году, включал принципы недискриминации и уважения разнообразия. В 2010 году Министерство образования выпустило Положение о сосуществовании в школах, в котором подчеркивается важность искоренения дискриминации в отношении ЛГБТ в школах.
В сентябре 2011 года Конгресс Чили одобрил „Закон о школьном насилии“, который внес поправки в Общий закон об образовании, установив определения, процедуры и наказания за школьное насилие и издевательства. Закон положительно влияет на борьбу с гомофобией и трансфобией в школах. Образовательные учреждения должны создать Комитет по сосуществованию в хорошей школе, который будет отвечать за управление и принятие всех необходимых мер для обеспечения ненасильственной школьной жизни.
В 2013 году Управление образования обновило Справочник для образовательных учреждений по Правилам процедуры в отношении сосуществования в школах, в котором предписывается недискриминационное обращение с учащимися на основании их сексуальной ориентации или гендерной идентичности и указывается, что все школы должны регулировать и санкционировать любой акт дискриминации между членами школьного сообщества.
В 2015 году в двух новых стратегиях Министерства образования была признана важность продвижения прав ЛГБТ в школах. Национальная политика сосуществования в школах на 2015—2018 годы гарантирует недискриминацию сексуального разнообразия и включена в школьный календарь на 2016 год — „Международный день борьбы с гомофобией и трансфобией“. Министерство образования рекомендует школам проводить образовательные, художественные, культурные или спортивные мероприятия в ознаменование этой даты.
Закон о школьной интеграции, который вступил в силу в марте 2016 года, гарантирует недискриминацию по признаку сексуальной ориентации и гендерной идентичности с упоминанием закона о борьбе с дискриминацией.

### Жилищные вопросы
С 2015 года Закон о гражданских союзах официально признает однополые пары семьей и предлагает защиту доступа к жилью. В 2009 году Министерство жилищного строительства и городского планирования издало распоряжение, в соответствии с которым жилищное пособие официально распространилось на пары, состоящие из лиц одного пола. Министр Патрисия Поблете заявила, что дискриминация по признаку сексуальной ориентации или гендерной идентичности не допускается ни в одной из услуг, предлагаемых ее министерством, поэтому однополые пары могут без проблем обращаться за жилищными субсидиями. В 2013 году было подтверждено, что программа „субсидии на аренду жилья“ приносит пользу всем семьям и молодым парам независимо от сексуальной ориентации или гендерной идентичности.
С 2016 года „Социальный регистр домохозяйств“ признает однополые сожительствующие пары. Это информационная система, целью которой является поддержка выдвижения и отбора бенефициаров учреждений и государственных учреждений, предоставляющих социальные льготы.

### Закон о преступлениях на почве ненависти
В 2012 году Закон о борьбе с дискриминацией внес поправки в Уголовный кодекс, добавив новое отягчающее обстоятельство уголовной ответственности следующего содержания: „Совершение преступления или участие в преступлении на почве идеологии, политических убеждений, религии или убеждений жертвы; нации, расе, этнической принадлежности или социальной группы; пола, сексуальной ориентации, гендерной идентичности, возраста, принадлежности, внешнего вида или страдания от болезни или инвалидности“.

### Закон о разжигании ненависти
В июле 2017 года десять депутатов представили законопроект о внесении поправок в Уголовный кодекс, чтобы включить в него преступление подстрекательства к ненависти или насилию в отношении людей на основе сексуальной ориентации и гендерной идентичности, среди других различий. 4 сентября 2017 года Мишель Бачелет внесла в Конгресс законопроект, криминализирующий подстрекательство к насилию в отношении человека или группы людей на основе расы, национального или этнического происхождения, пола, сексуальной ориентации, гендерной идентичности, религии или убеждений. Закон также внесет поправки в Закон о печати и Закон об уголовной ответственности юридических лиц.
9 января 2020 года Палата депутатов приняла закон, запрещающий подстрекательство к ненависти или насилию и ненавистнические высказывания в отношении людей на основании сексуальной ориентации, гендерной идентичности и гендерного самовыражения.

### Закон против пыток
В ноябре 2016 года президент Мишель Бачелет приняла Закон о борьбе с пытками, устанавливающий уголовные наказания за пытки и жестокое, бесчеловечное и унижающее достоинство обращение. Он охватывает физическое, психологическое и сексуальное насилие и включает сексуальную ориентацию и гендерную идентичность в качестве защищенных категорий. Закон направлен на наказание лиц, занимающих государственные должности, как государственных служащих, так и частных лиц на государственной службе, которые подстрекают, применяют или скрывают информацию о пытках.

### Закон о детстве
Законопроект „О системе гарантий прав детства“ включает защиту от дискриминации в отношении детей и подростков ЛГБТ. 2 мая 2017 года пленарное заседание Палаты депутатов одобрило законопроект, в том числе по категориям ЛГБТ. Теперь законопроект направляется на обсуждение Сената.
В статье 9 законопроекта говорится, что „ни один ребенок не может подвергаться произвольной дискриминации на основании его сексуальной ориентации, гендерной идентичности, гендерного выражения и половых характеристик“, среди прочих различий.

### Иммиграционное право
Закон о миграции и иммиграции, принятый 11 апреля 2021 года, запрещает произвольную дискриминацию по признаку сексуальной ориентации и гендерной идентичности. Кроме того, он предлагает защиту ЛГБТ-иммигрантам, ищущим убежища.
Статья 10 устанавливает, что „иностранным просителям убежища, которые не признаны таковыми, может быть предоставлена дополнительная защита“. Ни один иностранец с дополнительной защитой не может быть выслан или возвращен в страну, где его право на жизнь, физическую неприкосновенность или личную свободу находится под угрозой уязвимости из-за их расы или этнической принадлежности, национальности, религии или убеждений, социального положения, идеологии или политических убеждений, сексуальной ориентации или гендерной идентичности.

### Закон о гендерном насилии
Законопроект о гендерном насилии закрепляет право женщин на жизнь без насилия. Целью этого закона является предотвращение, наказание и искоренение насилия в отношении женщин, помимо прочего, независимо от их сексуальной ориентации или гендерной идентичности. Кроме того, он вносит поправки в Уголовный кодекс и Закон о внутрисемейном насилии, чтобы включить однополые пары. Палата депутатов приняла закон 17 января 2019 года.

### Закон о борьбе с фемицидами
Так называемый закон Габриэлы (№ 21.212), названный в честь Габриэлы Алькаино, был подписан 2 марта 2020 года. Он расширяет юридическое определение фемицида на любого человека, который совершает убийство женщины по гендерным мотивам. Он определяет преступления против женщин как любые, которые „представляют собой проявление ненависти, презрения или жестокого обращения по признаку пола“, и охватывает физическое, сексуальное, экономическое, институциональное, политическое насилие и насилие на рабочем месте. Это определение также распространяется на смерть женщины, когда это происходит из-за сексуальной ориентации, гендерной идентичности или гендерного выражения жертвы.

### Другие области
С 2010 года Закон 20.418 о праве на образование, информацию и рекомендации по фертильности гласит, что „каждый имеет право на конфиденциальность и неприкосновенность частной жизни в отношении своих сексуальных возможностей и поведения, а также методов и методов лечения, которые они выбирают для регулирования или планирования своей половой жизни“.
В мае 2014 года был принят Закон 20.750 о внедрении цифрового наземного телевидения. Закон создает Национальный совет по телевидению, основной функцией которого является обеспечение надлежащего функционирования телевизионных служб. Под правильным функционированием этих сервисов понимается неизменное уважение, через его программирование, к плюрализму. Для целей этого закона плюрализм будет пониматься как „уважение социальной, культурной, этнической, политической, религиозной, гендерной, сексуальной ориентации и разнообразия гендерной идентичности, и это будет обязанностью концессионеров и владельцев разрешений на телевизионные услуги, регулируемые этим законом соблюдать эти принципы“.
В декабре 2015 года президент Мишель Бачелет подписала указ об учреждении Управления заместителя министра по правам человека и создании Межведомственного комитета по правам человека. Он предусматривает Национальный план по правам человека, направленный на предотвращение дискриминации, с конкретной ссылкой на закон о борьбе с дискриминацией, который защищает ЛГБТ в Чили.

## Гендерная идентичность и самовыражение
В Чили трансгендерность часто ассоциируется с гомосексуальностью. В начале двадцать первого века юридические права трансгендеров в Чили начали улучшаться и они стали получать юридическое признание. С 2012 года Закон № 20609 прямо признает правовую защиту гендерной идентичности, запрещая дискриминацию по этому признаку и добавляя ее в качестве отягчающего обстоятельства уголовной ответственности. С 2019 года Закон о гендерной идентичности позволяет трансгендерам старше 14 лет на законных основаниях изменять свое имя и пол во всех официальных документах. Раньше смена имени и юридического пола была возможна в судебном порядке. По официальным данным Службы записи актов гражданского состояния и идентификации, в период с 2007 по 2016 год 186 человек сменили пол.

### Закон о гендерной идентичности
Закон 21.120, который признает и защищает право на гендерную идентичность, принятый в 2013 году и вступивший в силу в 2018 году, устанавливает правовую процедуру, которая позволяет изменять имя и зарегистрированный пол во всех официальных документах. Для не состоящих в браке лиц старше 18 лет изменение требуется путем подачи запроса в Службу записи актов гражданского состояния и идентификации, без необходимости применять заместительную гормональную терапию или делать операцию по смене пола.
Дети в возрасте до 18 и старше 14 лет должны пройти процесс в суде по семейным делам либо через своего законного родителя или представителя, либо самостоятельно, если судья примет последний вариант. Для таких эффектов необходимо представить антецеденты психосоциального и семейного контекста подростка и его родственников. Дети до 14 лет, хотя они не смогут изменить пол в соответствии с законом, признаются трансгендерами.
Закон гарантирует в качестве основных принципов непатологизацию, недискриминацию, конфиденциальность, достоинство при обращении, наилучшие интересы ребенка и прогрессивную автономию. Кроме того, для вступления в силу закон устанавливает создание двух нормативных актов, включающих программы сопровождения гендерного перехода для несовершеннолетних, и еще одного — о требованиях и аккредитации для смены имени и зарегистрированного пола. Наконец, в Антидискриминационный закон в качестве защищенной категории включено обозначение пола.

#### Исторический обзор
После пяти лет дебатов в Конгрессе 5 сентября 2018 года Сенат одобрил законопроект 26 голосами за и 14 против». 12 сентября Палата депутатов сделала то же самое: 95 «за» и 46 «против». 25 октября 2018 года Конституционный суд признал конституционность принятого закона. 28 ноября 2018 года президент Себастьян Пиньера подписывает и принимает закон. 10 декабря 2018 года закон опубликован в «Официальном вестнике». Два постановления о вступлении закона в силу были опубликованы в августе 2019 года. Закон вступил в силу 27 декабря 2019 года.

### Смена пола (1974—2018)
В 1974 году Марсия Алехандра Торрес стала первым человеком в Чили, законно изменившим свое имя и пол в свидетельстве о рождении. Ранее, в мае 1973 года, Марсия была первым человеком в стране, перенесшим операцию по смене пола.
До 2018 года в Чили не действовал конкретный закон, регулирующий процедуру или конкретные требования для изменения юридического пола в документах. Судебный процесс должен быть инициирован в гражданском суде с использованием процедуры изменения названия Закона № 17344. Должно быть представлено несколько свидетелей, и в соответствии с требованиями каждого судьи должны быть приложены психологические и психиатрические заключения, а также медицинские заключения, подтверждающие возможное хирургическое вмешательство или заместительную гормональную терапию. Решение по приговору остается на усмотрение Суда, который в конечном итоге может одобрить только изменение имени, оставив пол, присвоенный при рождении, или изменить и то, и другое.
В 2007 году транс-активисту Андресу Ривере и трансгендерной женщине по решению суда было разрешено изменить свое имя и пол в юридических документах. В обоих случаях впервые хирургическое вмешательство не требовалось.
Несколько судебных постановлений разрешили изменение имени и пола в свидетельствах о рождении, когда операция по смене пола не была обязательной для судьи.

### Публичная политика
В 2001 году группа по защите прав ЛГБТ Movilh добилась того, что Гражданский регистр сделал объявление, которое позволило транссексуалам в Чили получить документы, удостоверяющие личность, без необходимости менять свою внешность. В 2009 году Национальная организация жандармерии отменила дисциплинарные санкции в отношении заключенных, которые не позволяли им одеваться в соответствии с их гендерной идентичностью.
В 2011 году Министерство здравоохранения утвердило циркуляр, обязывающий называть и регистрировать транссексуалов по их социальному имени во всех центрах по уходу в Чили и запустил первый протокол, который на национальном уровне регулировал медицинские процедуры изменения тела. Этому предшествовал пилотный план бесплатного медицинского обслуживания транссексуалов, введенный в действие Министерством здравоохранения по предложению Movilh. В 2002 году в некоторых лечебных учреждениях уже была установлена определенная медицинская карта транссексуалов, чтобы они могли получать помощь, соответствующую их гендерной идентичности.
С 2013 года операции по смене пола и гормональная терапия финансируются государственной системой здравоохранения.

### Трансгендерные дети и молодежь
Еще до принятия закона в ноябре 2018 года некоторые дети-трансгендеры изменили свое имя и пол в юридических документах с разрешения суда. Требования могут меняться по усмотрению судьи, а некоторые дела предаются гласности.
В апреле 2017 года Министерство образования выпустило министерский циркуляр, озаглавленный «Права девочек, мальчиков и транссексуалов в сфере образования». В документе, адресованном школьным администрациям по всей стране, указывается, что несоблюдение этих мер представляет собой нарушение, за которое будут налагаться санкции в соответствии с его серьезностью. Некоторые из необходимых мер для школ включают: гарантирование социального имени транссексуалов во всех областях; гарантировать право носить форму, спортивную одежду или аксессуары в соответствии с их гендерной принадлежностью; и обеспечение ванных комнат и душевых, которые уважают гендерную идентичность транс-студентов.
Законопроект «Система гарантий прав детства» признает право детей и подростков на развитие своей гендерной идентичности. Статья 19, основанная на «Личности», гласит, что «каждый ребенок имеет право с момента рождения иметь имя, национальность и язык происхождения; знать личность своего отца и / или матери; сохранять свои семейные отношения в соответствии с законом, знать и практиковать культуру своего происхождения и, в целом, сохранять и развивать свою собственную идентичность и идиосинкразию, включая свою гендерную идентичность».

## Права интерсекс-людей
По данным Службы записи актов гражданского состояния и идентификации, в период с 2006 по 2017 год 269 интерсекс-детей были зарегистрированы по категории «неопределенного пола» в официальных документах.
В январе 2016 года Министерство здравоохранения Чили временно приостановило нормализующее лечение интерсекс детей. Правила истекли в августе 2016 года.
Законодательство о борьбе с дискриминацией находится на рассмотрении Сената.

## Военная служба
Военные Чили не допускают дискриминации по признаку сексуальной ориентации и гендерной идентичности. Он официально запрещает дискриминацию ЛГБТ.
В 2012 году главнокомандующий чилийской армией Хуан Мигель Фуэнте-Альба сообщил об отмене всех правил и положений, запрещающих ЛГБТ входить в вооруженные силы. 10 сентября 2012 года приказом командования № 6583/126 было объявлено о прямой отмене всех тех правил или институциональных положений, которые противоречат принципу недискриминации в соответствии с Законом о борьбе с дискриминацией.
В 2014 году Министерство национальной обороны создало Комитет по разнообразию и недискриминации, который будет стремиться продвигать конкретные меры по искоренению дискриминации и произвольных исключений в вооружённых силах. Эта инстанция, в состав которой входят представители всех видов вооружённых сил Чили, прямо запрещает дискриминацию по признаку сексуальной ориентации и гендерной идентичности. Резолюция, подписанная министром обороны Хорхе Бургосом, утвердила правительство как ответственное за создание более инклюзивных вооружённых сил.
В том же году моряк Маурисио Руис стал первым военнослужащим вооружённых сил, публично признавшим свою гомосексуальность. Руиз сказал, что важнее всего не сексуальная ориентация солдата, а его или её готовность служить стране. Его заявление было сделано при полной поддержке чилийского флота.
29 мая 2015 года главнокомандующий Умберто Овьедо, осознавая, что проблема антидискриминации требует более конкретного регулирования и, действительно, культурных изменений в армии, издал приказ командования, чтобы расширить и дополнить приказ 2012 года, в котором отменил все правила, противоречащие Закону о борьбе с дискриминацией. Было решительно установлено, что «чилийская армия как институт, который должен и принадлежит всем чилийцам без исключения, не проводит произвольную дискриминацию по признаку расы или этнической принадлежности, социально-экономического статуса, религии или убеждений, пола, сексуальной ориентации, гендерной идентичности, семейного положения, принадлежности, внешности или любой другой причине». Дискриминационное поведение его должностных лиц «прямо и категорически запрещено». Если кто-то нарушит этот принцип, он подвергнется «очень серьезному правонарушению, независимо от иерархии званий, категории или типа контракта».
В 2020 году чилийская армия впервые официально включила в свои ряды трансгендерного мужчину Бенджамина Барреру Силву.

## Донорство крови
В 2013 году Министерство здравоохранения сняло запрет на сдачу крови геям и лесбиянкам.
Раньше потенциальных доноров крови спрашивали об их сексуальной ориентации в рамках анкеты, которая решала, жизнеспособна ли их кровь. Всем, кто идентифицируется как гей, лесбиянка или бисексуал, было запрещено сдавать кровь. Текущие формулировки анкеты теперь ограничивают только доноров с историей рискованного сексуального поведения, независимо от сексуальной ориентации участника. Рискованное сексуальное поведение определяется Министерством здравоохранения как секс с более чем одним партнером в течение предыдущих 12 месяцев.

## Конверсионная терапия
В июне 2015 года Чилийский колледж психологов объявил о своем отказе от реализации так называемой «репаративной терапии для лечения гомосексуализма», также известной как конверсионная терапия. После проведения расследования, проведенного Комитетом по гендерному и сексуальному разнообразию, было установлено, что «различная сексуальная ориентация не является отклонением или психическим заболеванием, следовательно, нет болезни, которую нужно лечить». В пресс-релизе они заявили, что «нет научного исследования, показывающего, что конверсионная терапия меняет гомосексуальность, поэтому только причиняет разочарование и вред их пациентам».
В феврале 2016 года Министерство здравоохранения Чили впервые заявило о своем неприятии конверсионной терапии. «Мы считаем, что методы, известные как „репаративная терапия“ или „преобразование“ гомосексуализма, представляют серьезную угрозу здоровью и благополучию, в том числе жизни пострадавших людей», — заявили они.

### Закон об охране психического здоровья
Закон 21.331 о признании и защите прав людей в сфере психиатрической помощи, вступивший в силу 23 апреля 2021 года, гласит в своей статье 7: «Диагноз состояния психического здоровья должен быть установлен в соответствии с клинической методикой, учитывая биопсихосоциальные переменные. Он не может быть основан на критериях, связанных, в частности, с политической, социально-экономической, культурной, расовой или религиозной группой человека, а также с его личностью или сексуальной ориентацией».
Законопроект был одобрен Палатой депутатов 18 октября 2017 года. 10 марта 2021 года Сенат одобрил законопроект с поправками. 16 марта 2021 года нижняя палата одобрила новый предложенный текст. Он был опубликован в «Официальном вестнике» 11 мая 2021 года.

## Общественное мнение
Общественное мнение показало существенную поддержку однополых гражданских союзов: 65 % выступили за их легализацию в 2004 году, хотя только 24 % поддержали однополые браки.
В 2009 году 33,2 % поддержали однополые браки, а 26,5 % — усыновление однополыми парами. Поддержка среди молодежи намного выше: согласно исследованию Национального института молодежи Чили, 56 % молодых респондентов поддерживали однополые браки, а 51,3 % поддерживали однополое усыновление.
Опрос, проведенный в августе 2012 года, показал, что 54,9 % чилийцев поддерживают однополые браки, а 40,7 % — против. Последний опрос показал, что 70 % молодых людей поддерживают однополые браки.
7 сентября 2015 года опрос показал, что 60 % чилийцев поддерживают браки между однополыми парами, а 44 % поддерживают однополое усыновление.
23 января 2017 года опрос, проведенный тем же соццентром, показал, что 64 % чилийцев поддерживают однополые браки, в том числе 71 % неаффилированных лиц (24 % выборки), 66 % католиков (58 % выборки) и 41 % евангелистов (14 % выборки). Поддержка была выше среди левых (72 %) и центристских чилийцев (71 %), тогда как среди независимых (64 %) и правых (55 %) она была ниже.
Опрос, проведенный Ipsos в 27 странах относительно трансгендеров, показал, что Чили имеет самый высокий уровень признания членов трансгендерного сообщества из всех стран: 82 % согласны с тем, что трансгендерам следует разрешить операцию, чтобы их тело соответствовало их идентичности, 79 % согласились. что трансгендерный человек должен иметь возможность зачать или родить, если это возможно, 70 % согласны с защитой от дискриминации, 69 % согласны с тем, чтобы трансгендеры могли пользоваться туалетом в соответствии с полом, с которым они себя идентифицируют, и только 13 % полагают, что трансгендеры «страдают психическим заболеванием».
Опрос, проведенный в марте 2018 года, показал, что 67 % поддержали Закон о гендерной идентичности, и только 37 % поддержали изменение пола при рождении детей.
8 мая 2018 года опрос CADEM показал, что 65 % и 52 % чилийцев поддерживают однополые браки и однополое усыновление, соответственно.